# بشرا دستورنژاد
بشرا دستورنژاد حقیقی (زاده ۱۸ فروردین ۱۳۶۴) بازیگر، مدل، نویسنده و قصه‌گوی ایرانی، زاده شهر شیراز است.

## زندگی شغلی
دستورنژاد مدلینگ حرفه‌ای را از سال ۲۰۰۹ در ترکیه آغاز نمود. او در نقش مارال در فیلم رؤیاهای رادیویی به کارگردانی بابک جلالی حضور داشته است.

## منتقدین
کاترین بری، منتقد، در ورایتی می‌نویسد:
«یک هنرنمایی برتر در میان نقشهای مکمل. به نمایش کشیدن یک دختر زیرک و تیزهوش صاحب ایستگاه با چاشنی سرد و بیروح و مردم گریزانهٔ آبری پلازا مانند.»